# Esiliiga B
Die Esiliiga B ist die dritthöchste Spielklasse im estnischen Fußball unterhalb der Meistriliiga und der Esiliiga.

## Modus
Die Spielklasse wurde im Jahr 2013 zwischen Esiliiga und II liiga als neue dritthöchste Spielklasse eingeführt. In ihr treten zehn Mannschaften an, spielberechtigt sind auch Reservemannschaften höherklassig antretender Vereine. Die beiden Erstplatzierten steigen direkt in die Esiliiga auf, der Drittplatzierte spielt gegen den Drittletzten der Esiliiga in Relegationsspielen mit Hin- und Rückspiel. Die beiden letztplatzierten Vereine steigen direkt in die II Liiga ab, der Drittletzte spielt ebenfalls in einer Relegation um den Klassenerhalt. Eine Spielzeit richtet sich nach dem Kalenderjahr. Sie beginnt im Regelfall im April und endet im November.

## Alle Meister
- 2013: FC Nõmme Kalju II
- 2014: FC Infonet Tallinn II
- 2015: Maardu Linnameeskond
- 2016: FC Kuressaare
- 2017: FC Nõmme Kalju II
- 2018: Tallinna JK Legion
- 2019: FC Nõmme United
- 2020: Paide Linnameeskond II
- 2021: JK Viimsi
- 2022: FC Tallinn
- 2023: Tartu JK Welco
- 2024: JK Tammeka Tartu II